# 孟永强
孟永强（1976年2月18日—），中国企业家，河北保定人，保定容大集团董事长，保定市足球协会常务副主席。
孟永强于2006年创立容大集团。容大集团涉足的领域有农业、商贸、工业制造业、房地产开发等。
据报道，孟永强从小喜欢足球。2015年，孟永强的保定容大集团接手保定英利易通足球俱乐部，参加中国足球乙级联赛。2016赛季，球队成功从中乙升入中甲联赛。2016年11月14日凌晨，孟永强新浪微博账号上发出一条长篇声明，希望中共保定市委、保定市人民政府促成球队转让。当天晚上，孟永强发微博称前一条声明并非本人所发，而是由于手机被盗号。也有人注意到两条微博显示的手机型号相同。2016年12月10日，保定市足球协会第四次会员大会选举孟永强为保定足协常务副主席。
由于保定市人民体育场没有达到中国足协要求的标准，容大集团与保定市政府、河北大学协商，改建河北大学体育场作为新赛季球队主场。2017年3月，孟永强在新浪微博发文，称球场修建过程中部分单位“处处刁难”，“甚至趁火打劫提出无理要求”，球场工程无法如期完工。
2017年中国足球甲级联赛半程过后保定容大排名倒数第一。联赛第16轮保定容大主场与武汉卓尔的比赛，裁判在最后时段给了8分钟的伤停补时，补时期间还给了客队一粒点球，武汉队凭借这个点球将比分扳平。赛后，俱乐部董事长、孟永强的弟弟孟永立在新闻发布会上哭诉，声称“玩不起了”，要退出中国足球。孟永强随后也确认保定容大将退出该赛季的中甲联赛。但是一天之后，孟永立宣布辞去俱乐部董事长一职，保定容大俱乐部不再退出中甲。